# 利桑娜·德维特
利桑娜·德维特（荷蘭語：Lisanne de Witte，1992年9月10日—），荷兰女子田径运动员，2018年欧洲田径锦标赛女子400米铜牌得主、2022年世界室内田径锦标赛女子4×400米接力银牌得主、2022年欧洲田径锦标赛女子4×400米接力金牌得主、2023年世界田径锦标赛女子4×400米接力金牌得主。